# Manoir de Senneville
Le manoir de Senneville est une demeure datant du XVIe siècle, qui se dresse sur le territoire de la commune française d'Amfreville-sous-les-Monts dans le département de l'Eure, en région Normandie.
Le manoir est partiellement protégé aux monuments historiques.

## Localisation
Le manoir et son parc sont situés isolés au nord-ouest du triangle formé par les routes départementales RD 11, 19 et 20, accessibles par la route de Senneville, sur la commune d'Amfreville-sous-les-Monts, dans le département français de l'Eure.

## Historique
Le manoir élevé au XVIe siècle par la famille Alorge, grande famille bourgeoise rouennaise a été remanié par Martin Alorge sous Henri IV à la fin du XVIe siècle.
Tranquille II Allorge (1652-1711) fut seigneur de Gamaches et du manoir de Senneville : sa fille Marie, Madeleine, Céleste Allorge de Gamaches devient le 16 août 1747 la femme de Raoul IV de La Barre de Nanteuil.
Le manoir est acquis, en 1699, par Charles-Nicolas Godefroy et passe par alliance aux d'Aligre, puis aux Pomereu. qui le transforme en exploitation agricole. En 1998, il était la possession de M. Guy de Cournon.

## Description
Sa façade a été remaniée au XVIIe siècle.
Le décor intérieur ainsi que les deux cheminées ont été construits pour Charles Alorge dans la deuxième moitié du XVIIe siècle.

## Protection aux monuments historiques
Au titre des monuments historiques :
- les façades et toitures ; la cheminée de la salle à manger ; le salon avec son décor sont classés par arrêté du 3 juillet 1975 ;
- les façades et toitures de la charreterie et du colombier ; le portail dans l'axe de la façade ouest ; les deux portails latéraux de la cour côté est sont inscrits par arrêté du 3 juillet 1975.